# Youssef Chermiti
Youssef Ramalho Chermiti (Santa Maria, 24 maggio 2004) è un calciatore portoghese, di origini tunisine e capoverdiane, attaccante dell'Everton.

## Biografia
È nato a Santa Maria, Isole Azzorre, da padre tunisino e madre capoverdiana. È il cugino di Amine Chermiti, anch'egli calciatore professionista.

## Caratteristiche tecniche
Giocatore che può svariare in più ruoli dell'attacco, ha giocato diverse gare da prima punta ma per caratteristiche può rendere bene come esterno data l'ottima velocità e il dribbling. È stato paragonato in patria al connazionale Rafael Leão.

## Carriera

### Club
Cresciuto nelle giovanili dello Sporting Lisbona, nel 2020 firma il suo primo contratto da professionista. Esordisce con la prima squadra il 15 gennaio 2023 in occasione del pareggio per 2-2 ottenuto in campionato contro il Benfica. Il 6 febbraio segna la sua prima rete da professionista, realizzando il gol del definitivo 1-0 in casa del Rio Ave.
L'11 agosto si trasferisce a titolo definitivo all'Everton, club di Premier League.

### Nazionale
Dal 2019 ha collezionato 33 presenze totali e undici reti con le rappresentative giovanili portoghesi dall'Under-15 all'Under-19.

## Statistiche

### Presenze e reti nei club
Statistiche aggiornate al 15 febbraio 2024.
| Stagione        | Squadra            | Campionato      | Campionato | Campionato | Coppe nazionali | Coppe nazionali | Coppe nazionali | Coppe continentali | Coppe continentali | Coppe continentali | Altre coppe | Altre coppe | Altre coppe | Totale | Totale | Totale |
| Stagione        | Squadra            | Comp            | Pres       | Reti       | Comp            | Pres            | Reti            | Comp               | Pres               | Reti               | Comp        | Pres        | Reti        | Pres   | Reti   |        |
| --------------- | ------------------ | --------------- | ---------- | ---------- | --------------- | --------------- | --------------- | ------------------ | ------------------ | ------------------ | ----------- | ----------- | ----------- | ------ | ------ | ------ |
| 2022-2023       | Sporting Lisbona B | L3              | 10         | 3          |                 | -               | -               |                    | -                  | -                  |             | -           | -           | 10     | 3      |        |
| 2022-2023       | Sporting Lisbona   | PL              | 16         | 3          | TdP+TdL         | 0+1             | 0               | UCL+UEL            | 0+5                | 0                  |             | -           | -           | 22     | 3      |        |
| 2023-2024       | Everton            | PL              | 9          | 0          | FA+EFL          | 1+1             | 0               |                    | -                  | -                  |             | -           | -           | 11     | 0      |        |
| Totale carriera | Totale carriera    | Totale carriera | 35         | 6          |                 | 3               | 0               |                    | 5                  | 0                  |             | 0           | 0           | 43     | 6      |        |